# Зелёная Долина (Терновский городской совет)
Зелёная Долина (укр. Зелена Долина) — село,
Богдановский совет,
Днепропетровская область,
Украина.
Код КОАТУУ — 1213590001. Население по переписи 2001 года составляло 31 человек.

## Географическое положение
Село Зелёная Долина находится на правом берегу реки Большая Терновка. Выше по течению на расстоянии в 3 км расположено село Марьевка (Павлоградский район), ниже по течению на расстоянии в 8 км расположен город Терновка, на противоположном берегу — село Новая Дача (Павлоградский район).